# Communauté de communes Les Villages du Drouais
La Communauté de communes les Villages du Drouais est une ancienne communauté de communes française, située dans le département d'Eure-et-Loir et la région Centre. Elle se situe dans la région naturelle du Drouais, et son siège était à Cherisy.

## Composition
Elle est composée de cinq communes du canton d'Anet, de six communes du canton de Dreux-Est et d'une commune du canton de Dreux-Ouest :
1. Abondant
2. Berchères-sur-Vesgre
3. Broué
4. Bû
5. La Chapelle-Forainvilliers
6. Cherisy
7. Écluzelles
8. Germainville
9. Marchezais
10. Mézières-en-Drouais
11. Montreuil
12. Ouerre
13. Rouvres
14. Saint-Ouen-Marchefroy
15. Serville

## Compétences

### Obligatoires
- Aménagement de l'espace
  - Réflexion et élaboration de toute étude pour une stratégie commune relatif à l'aménagement de l'espace à l'intérieur de la communauté de communes, en particulier pour définir les espaces à vocation économique, à vocation agricole, à vocation d'habitat, à vocation de loisirs et des espaces protégés à des fins environnementales et touristiques
  - Élaboration et/ou participation à la mise en place d'un SCOT (Schéma de cohérence territoriale)
  - Réalisation d'une charte paysagère et d'une charte de protection des espaces naturels sensibles
  - Constitution de réserves foncières à des fins d'aménagement d'intérêt communautaire
  - Réalisation, gestion, entretien, éventuellement cofinancement des équipements ou des infrastructures, destinés à améliorer les transports collectifs d'intérêt communautaire. Est reconnue d'intérêt communautaire la desserte ferroviaire Paris-Broué-Marchezais-Dreux
- Actions de développement économique
  - Acquisition de terrains pour la création, l'aménagement, l'extension, l'entretien et la gestion de zones d'activité d'intérêt communautaire, en partenariat éventuel avec d'autres collectivités ou EPCI territorialement voisins. Sont reconnues d'intérêt communautaire :
    - la zone d'activité économique de Dreux est
    - la zone d'activité à créer à Germainville Serville

  - Création et mise en place d'une future zone d'activité à Germainville Serville, aux lieux-dits "Les merisiers" et "La mare aux bœufs"
  - Toutes actions et informations tendant à promouvoir l'accueil et le développement des activités économiques, artisanales et touristiques et de loisirs sur le territoire de la communauté de communes
  - Octroi d'aides aux porteurs de projet de création d'emploi dans les zones gérées par la communauté, dans la limite des textes législatifs et réglementaires en vigueur
  - La communauté de communes est compétente pour passer des conventions avec tout organisme ou tout EPCI pour la réalisation d'actions communes de développement économique
  - Étude, acquisition, gestion, vente de bâtiments relais, concertation publique en vue de l'accueil de nouvelles implantations d'activité économique, participation aux négociations des conditions d'installation de ces activités, reconnues d'intérêt communautaire. Sont reconnues d'intérêt communautaire toutes implantations d'activité économique nouvelles, excepté dans les cas énumérés ci-après :
    - implantation sur des parcelles non bâties déjà viabilisées ou en cours de viabilisation par les communes
    - implantation d'activité économique de proximité (artisans, commerces) dans les zones urbanisées

### Optionnelles choisies
- Voirie
- Environnement
  - Réflexion sur la réalisation d'un schéma d'assainissement sur le territoire de la communauté de communes et sur la mise en place de la gestion et du suivi technique de l'assainissement autonome
  - Ramassage, traitement des ordures ménagères et assimilées, gestion des déchèteries
- Éducation, loisirs, sports et culture
  - Étude sur les besoins en matière d'accueil et d'activités pour la petite enfance, la jeunesse, les loisirs, en concertation et participation éventuelle avec les services de l'État, de la région, du département et, le cas échéant, avec d'autres collectivités territoriales, EPCI ou organismes sociaux
  - Acquisition et gestion de biens immobiliers, pour le soutien et le développement des activités de loisirs et de tourisme sur les sites d'intérêt communautaire. Est reconnu d'intérêt communautaire le site du plan d'eau de Mézières-Écluzelles.

## Historique
- 2002: Création de la communauté de communes
- 2007: Adhésion des communes de Rouvres, Saint-Ouen-Marchefroy et Berchères-sur-Vesgre
- 2014: L'Agglo du Pays de Dreux a remplacé Dreux agglomération, les Communautés de communes de Val d'Eure et Vesgre, des Villages du Drouais, du Val d'Avre, du Thymerais, du Plateau de Brezolles et de la commune d'Ormoy

## Sources
- Le splaf - (Site sur la Population et les Limites Administratives de la France)
- La base aspic d'Eure-et-Loir - (Accès des Services Publics aux Informations sur les Collectivités)